# Bonanza
Bonanza ist eine der bekanntesten US-amerikanischen Fernsehserien der 1960er Jahre. Sie spielt im Western-Milieu der 1860er Jahre. Mit 431 Folgen ist sie nach Rauchende Colts (635 Folgen) die zweitlängste Westernserie der Welt. Da in Deutschland nur 229 Folgen von Rauchende Colts ausgestrahlt wurden, aber alle Bonanza-Folgen, ist Bonanza die längste in Deutschland gezeigte Westernserie.
Bonanza bedeutet im Englischen ‚ergiebige Goldgrube‘ oder auch ‚Glücksfall‘ (Lehnwort aus spanisch bonanza ‚Meeresstille, Windstille; Wohlstand, Aufschwung; reiche Erzader‘). Die fiktive Familie Cartwright, um die sich die Serie dreht, besteht aus dem Vater Ben Cartwright und seinen drei Söhnen Adam, Hoss und Little Joe. Die Ranch, auf der die vier Männer leben, heißt Ponderosa (zu spanisch ponderoso ‚schwer; ernst‘), benannt nach der dort wachsenden Ponderosa-Kiefer.

## Die Rollen und ihre Darsteller
| Charakter                              | Darsteller      | Staffeln  | Episoden (Gesamt) | Rolle |
| -------------------------------------- | --------------- | --------- | ----------------- | --- |
| Benjamin „Ben“ Cartwright              | Lorne Greene    | 1–14      | 417               | Familienoberhaupt der Cartwrights und Besitzer der Ponderosa-Ranch. Er bewirtschaftet die Ranch nach dem Tod seiner letzten Frau gemeinsam mit seinen drei Söhnen, die ihn kurz Pa nennen. |
| Adam Cartwright                        | Pernell Roberts | 1–6       | 173               | Der älteste Sohn der Familie. |
| Eric „Hoss“ Cartwright                 | Dan Blocker     | 1–13      | 401               | Der zweitälteste Sohn, wegen seiner Körperfülle eine markante Erscheinung. |
| Joseph Francis „Little Joe“ Cartwright | Michael Landon  | 1–14      | 416               | Der jüngste Sohn von Ben Cartwright. |
| Hop Sing                               | Victor Sen Yung | 1–14      | 107               | Der chinesische Koch der Familie. |
| Roy Coffee                             | Ray Teal        | 2–13      | 98                | Der erfahrene Sheriff von Virginia City. |
| Clem Foster                            | Bing Russell    | 4–5, 7–14 | 58                | Deputy von Sheriff Roy Coffee. |
| Will Cartwright                        | Guy Williams    | 5         | 5                 | Bens Neffe, der für einige Zeit auf der Ranch tätig ist. |
| „Candy“ Canaday                        | David Canary    | 9–11, 14  | 93                | Ein ehemaliger Soldat, der nun Vorarbeiter der Cartwright-Ranch ist. |
| Jamie Hunter/Cartwright                | Mitch Vogel     | 12–14     | 47                | Ein rothaariger Waisenjunge, der von Ben auf seiner Ranch aufgenommen wird. |
| Griff King                             | Tim Matheson    | 14        | 12                | Ein ehemaliger Sträfling, der als Arbeiter auf der Ranch seine kriminelle Vergangenheit hinter sich lassen will.                                                                           |

## Handlung

### Vorgeschichte
Ben Cartwright war insgesamt dreimal verheiratet. Aus jeder Ehe stammt jeweils ein Sohn. Seine erste Frau Elizabeth lernte er durch ihren Vater, den Kapitän Abel Stoddard, in Boston kennen, wo Ben als Erster Offizier auf dessen Schiff diente. Elizabeth Stoddard starb 1829 bei der Geburt ihres Sohnes Adam. Cartwright hatte seiner Frau versprochen, seinen alten Traum von einem Leben im Westen zu verwirklichen. Seine zweite Frau Inger traf er 1834 auf einer Reise nach Westen in Illinois, wo sie mit ihrem Bruder Gunnar einen Krämerladen betrieb. 1836 wurde ihr gemeinsamer Sohn Eric „Hoss“ geboren, als sie auf dem Weg nach Westen waren, um eine Ranch aufzubauen. Der Sohn erhielt zunächst zwei Namen, Eric und Hoss; letzterer war auch der Spitzname ihres Bruders Gunnar. Inger starb auf ihrem Weg nach Westen bei einem Indianerüberfall. Bens dritte Frau Marie aus New Orleans, die Mutter von Little Joe, starb nach einem Reitunfall, als Ben die Ponderosa bereits gekauft hatte.

### Spielorte
Die Serie spielt meist an einem von zwei Hauptschauplätzen: auf dem Anwesen der vier Cartwrights auf ihrem Landbesitz Ponderosa einerseits sowie in der einige Kilometer außerhalb der Ranch gelegenen Stadt Virginia City, dort insbesondere auf der Hauptstraße oder im Saloon Silverdollar. In dieser Stadt erledigen die Cartwrights ihre regelmäßigen Einkäufe und Behördengänge, dort ist auch der zuständige Sheriff stationiert. Je nach Handlungsstrang tauchen auch weitere Orte auf.

### Die Ponderosa-Ranch

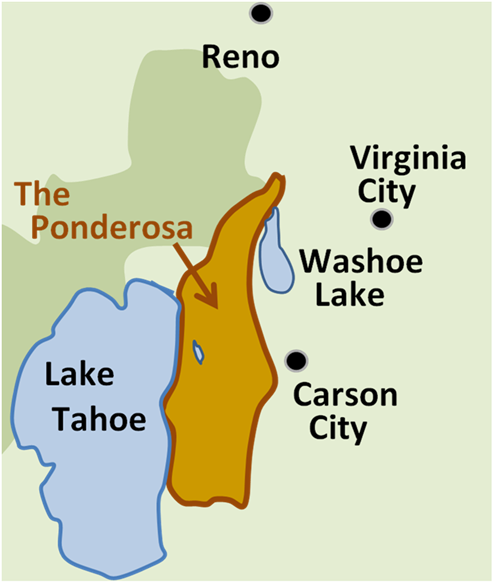
Ungefähre Lage der fiktiven Ponderosa-Ranch aus der Fernsehserie Bonanza. Die Kartendarstellung ist hier genordet, anstatt mit Ost nach oben wie im Vorspann der Fernsehserie, ausgerichtet.

In dem Trailer zur TV-Serie wird die ungefähre Lage der Ranch angedeutet. Demnach befindet sie sich zwischen dem Lake Tahoe und dem Washoe Lake im US-Bundesstaat Nevada, grenzt im Osten an Carson City und erstreckt sich gegen Norden in den Bereich zwischen Virginia City und Reno, ohne den beiden Städten wirklich nahezukommen. Ein Teil der Straße von Carson City nach Virginia City gehört zum Gebiet der Ponderosa.

### Typische Elemente
Sämtliche Handlungen der Serie sind von einer tiefgreifenden Moral geprägt, für die der weise Ben Cartwright Pate steht. Ein Merkmal Bonanzas ist, dass die Cartwrights gegen die Verherrlichung von Gewalt sind. Ein wiederkehrendes Element ist, dass es sich bei einem Erschossenen um einen Freund der Familie handelte, der sich charakterlich stark verändert und sich dann beispielsweise unmoralisch verhält. Auch wird jeder der vier Cartwrights im Laufe der Zeit mehrfach nicht begangener Straftaten bezichtigt und beispielsweise vom Sheriff im City Jail eingesperrt, von Indianern gefangengehalten oder von einem Lynchmob verfolgt, während die anderen sich bemühen, die falsche Anschuldigung zu klären und ihn zu befreien, wobei sie nicht selten selbst in Gefahr geraten. Dramaturgie entwickelnde Meinungsverschiedenheiten, Missverständnisse und Aggressionen sind oftmals etwas naiv inszeniert. Am Ende jeder Episode sind stets alle Konflikte gelöst.
Mit Frauen haben die Cartwrights kein Glück. Zwar betätigen sich die Söhne bei jeder Gelegenheit als Schürzenjäger und jeder der vier hat im Laufe der Serie die eine oder andere Romanze, die aber stets tragisch, tragikomisch oder sonst wie erfolglos endet. Jedenfalls zieht keine Frau dauerhaft auf der Ponderosa-Ranch ein. Wiederkehrend ist auch das kollektive Bestreben der Familie, Durchreisenden bei Problemen zur Seite zu stehen, andererseits aber auch Eindringlinge und Aggressoren zu vertreiben. Ein Running Gag in der Serie besteht darin, dass Hop Sing, der chinesische Koch der Cartwrights, des Öfteren verärgert seine Arbeit kündigt, aber immer wieder zum Bleiben überredet wird.
Die vier Cartwrights sind freundschaftlich und solidarisch mit dem regelmäßig auftretenden Sheriff von Virginia City, Roy Coffee, verbunden. Dieser ist ein älterer Mann, dessen Handlungen meist als besonnen und umsichtig dargestellt werden.
In unmittelbarer Nachbarschaft der Ponderosa lebt der Indianerstamm der Paiute, dessen Verhältnis zu den Cartwrights ambivalent ist. Sie treten ihnen teils freundlich, teils feindlich entgegen. Die vier Rancher sind Indianern gegenüber grundsätzlich freundlich gesinnt und nehmen sie bei Feindseligkeiten von Weißen stets in Schutz.
Ein weiteres typisches Element der Serie: In jeder Folge spielt ein Gaststar (gelegentlich auch zwei) mit, meist Schauspieler, die aus anderen Serien und Filmen der 1950er und 1960er Jahre bekannt sind. Zu den prominentesten zählen James Coburn, der in insgesamt drei Folgen (11, 56, 98) zu sehen war, Charles Bronson in der Folge 180 als Harry Starr und Telly Savalas als Charles Augustus Hackett in der Folge 197. George Kennedy trat in den Folgen 61 und 174 auf, Jack Elam in den Folgen 49, 253, 374 und in dem Spielfilm Bonanza – Die Rückkehr auf die Ponderosa, Aldo Ray in Folge 171 als Leif Jessup, die Star-Trek-Stars Leonard Nimoy als Freddy in Folge 46 und DeForest Kelley in den Folgen 69 und 112 sowie der Doppelfolge 219/220, die vier Jahre später als Die Männer von Bonanza, sie ritten wie der Wind in den deutschen Kinos zu sehen war.
Untypisch für das Westerngenre ist dagegen, dass in vielen Episoden kein einziger Schuss fällt und die Handlung genauso gut zu anderer Zeit oder in anderem Umfeld spielen könnte.

## Produktion

### Ausstrahlung
Bonanza wurde von NBC erstmals am 12. September 1959 im US-Fernsehen ausgestrahlt. Die Serie wurde von Anfang an in Farbe gedreht, obwohl damals fast ausschließlich Schwarz-Weiß-Geräte verbreitet waren. Der NBC-Mutterkonzern RCA erhoffte sich dadurch einen höheren Absatz von Farbfernsehgeräten. Auf deutschen Bildschirmen war die erste Folge am 13. Oktober 1962 zu sehen, sie wurde zunächst im Ersten ausgestrahlt. Nach nur 13 Folgen wurde die Serie zunächst wegen „zu großer Brutalität“ eingestellt. Ab dem 27. August 1967 (Folge Little Joe setzt auf Sieg) war Bonanza dann im ZDF zu sehen. Mit insgesamt 431 Episoden lief die Sendung über 14 Jahre. Von 1964 bis 1967 war Bonanza in den USA die Fernsehserie mit den meisten Zuschauern. Die letzte Folge lief am 16. Januar 1973.

### Rollen und Darsteller
Lorne Greene (in den Rollen von Ben Cartwright und dessen Doppelgänger Bradley Meredith) ist der einzige Hauptdarsteller, der in allen deutschen Fassungen von Bonanza vom selben Sprecher, Friedrich Schütter, synchronisiert wurde (in den ersten, von der ARD ausgestrahlten Folgen war allerdings noch Heinz Klevenow die Synchronstimme). Nach Bonanza landete Lorne Greene zwischen 1978 und 1980 noch einen Serienerfolg mit der Hauptrolle in Kampfstern Galactica, in der ihn ebenfalls Friedrich Schütter sprach. Der im September 1987 verstorbene Greene war nur 13 Jahre älter als seine beiden „Söhne“ Pernell Roberts und Dan Blocker.
Pernell Roberts (bis Folge 195) stieg 1965 nach Ende der sechsten Staffel aus der Serie aus, er wurde zwei Staffeln später durch David Canary in der Rolle des Candy ersetzt. Pernell Roberts ließ sich aus der Serie schreiben (Adam verließ die Ponderosa, um in St. Louis Medizin zu studieren), da er nicht mehr nur einen Cowboy verkörpern wollte. Canary spielte in den Staffeln 9 bis 11 und stieg dann wieder aus, weil man sich nicht auf seine Gage einigen konnte. Er wollte die gleiche Bezahlung wie die anderen drei Hauptdarsteller, was der Produzent ablehnte. Mit Beginn der 14. und letzten Staffel kehrte er dann nach Dan Blockers Tod mit vollem Gehalt in die Serie zurück.
Den Verlust von Dan Blocker (Hoss) durch dessen Tod im Mai 1972 konnte die Serie nicht verkraften. Es wurde zwar noch eine weitere Staffel produziert; sie stieß aber auf geringes Interesse und wird bei Wiederholungen teilweise ausgespart. Die Produktion wurde im Januar 1973 endgültig eingestellt. Im amerikanischen Fernsehen wurden später alle Folgen der Serie unter dem Titel Ponderosa wiederholt.
Nach dem Ende von Bonanza setzte Michael Landon seine Karriere erfolgreich fort. Er spielte die Hauptrolle in den Serien Unsere kleine Farm und Ein Engel auf Erden. Bereits in einigen der späten Bonanza-Folgen hat er neben seiner Arbeit als Schauspieler Drehbücher geschrieben und Regie geführt, was er in seinen anderen Serien fortsetzte. Er starb am 1. Juli 1991.
In den letzten Staffeln von Bonanza wurde der von Mitch Vogel gespielte Adoptivsohn von Ben Cartwright namens Jamie in die Serie eingeführt. Bereits in der fünften Staffel wurde versuchsweise die Figur William Cartwrights, gespielt von Guy Williams, in die Serie aufgenommen. Dieser sollte später Pernell Roberts ersetzen, konnte sich aber nicht durchsetzen und wurde aus der Serie herausgeschrieben.

### Musik und Vorspann
Besondere Bekanntheit erlangte die dynamische Titelmelodie der Serie von Jay Livingston und Ray Evans (die Melodiegitarre wurde von Tommy Tedesco gespielt), die zu einem Bestandteil der Populärkultur wurde. 1962 veröffentlichte Johnny Cash eine Single mit einer gesungenen Version der Titelmelodie; ebenfalls 1962 brachte Ralf Paulsen eine deutsche Coverversion heraus. Von Frank Zappa ist ebenfalls eine Version bekannt.
Auch der Vorspann von Bonanza wurde berühmt: Er zeigt eine Karte der Ponderosa-Ranch, die nach einigen Sekunden in Flammen aufgeht und den Blick auf die heranreitenden Cartwrights freigibt, deren Darsteller dann einzeln vorgestellt werden, wobei die Reihenfolge in jeder Episode wechselt, um die Gleichwertigkeit der Protagonisten zu betonen. Im Lauf der Jahre änderte sich der Vorspann. Ab Staffel 7 schied Pernell Roberts (Adam) aus der Serie und aus dem Vorspann aus. Fortan ritten nur noch drei Cartwrights auf. Für die Staffeln 10 und 11 wurde auch eine neue Titelmusik gespielt, mit gleicher Melodie, aber in Brass-Band-Instrumentierung, im Stil US-amerikanischer Marschmusik. Mit Beginn der 12. Staffel wurde ein komplett neuer Vorspann eingeführt. Das Aufreiten entfiel, stattdessen wurden Actionbilder der Hauptpersonen gezeigt, unterlegt mit einer völlig neuen, orchestralen Titelmusik, mehr im Stil großer Monumentalfilme. Mit Beginn der 14. und letzten Staffel kehrte man zur originalen Bonanza-Melodie in der alten Gitarren-Instrumentierung zurück. Der Vorspann blieb aber bei den Actionbildern. Bei einigen deutschen Fernsehausstrahlungen, wie z. B. in der Reihe Country Classics bei kabel eins, wurde zumindest teilweise in den Staffeln 12 und 13 auf den neuen Vorspann und die neue Titelmusik verzichtet. Stattdessen wurde der Vorspann, wie er in den Staffeln 7 bis 11 üblich war, gezeigt, unter Verwendung der klassischen Bonanza-Melodie.

### Synchronsprecher
| Rolle                          | Schauspieler    | Synchronsprecher |
| ------------------------------ | --------------- | --- |
| Ben Cartwright                 | Lorne Greene    | Friedrich Schütter |
| Eric „Hoss“ Cartwright         | Dan Blocker     | Martin Hirthe (ZDF-Synchronisation, 11 Folgen 1967) Horst Breitenfeld (ZDF-Synchronisation, 59 Folgen 1967–1969) Thomas Braut (ZDF-Synchronisation, 2 Folgen 1968) Michael Chevalier (ZDF-Synchronisation, 29 Folgen 1969 und 70er-Jahre & Sat.1-Synchronisation) |
| Joseph „Little Joe“ Cartwright | Michael Landon  | Thomas Piper (ZDF-Synchronisation 1967–1969) Michael Günther (ZDF-Synchronisation, 6 Folgen 1968) Norbert Langer (ZDF-Synchronisation 70er-Jahre & Sat.1-Synchronisation)                                                                                         |
| Adam Cartwright                | Pernell Roberts | Horst Stark (ZDF-Synchronisation 1967–1969) Randolf Kronberg (ZDF-Synchronisation 70er-Jahre) Thomas Kästner (Sat.1-Synchronisation) |
| Hop Sing                       | Victor Sen Yung | Karl-Ulrich Meves (ZDF-Synchronisation 1967–1969) Gerd Duwner (ZDF-Synchronisation 70er-Jahre & Sat.1-Synchronisation) |
| Sheriff Roy Coffee             | Ray Teal        | Hans Paetsch (ZDF-Synchronisation 1967–1968) Klaus W. Krause (ZDF-Synchronisation 1968–1969) Kurt Mühlhardt (ZDF-Synchronisation 70er-Jahre) Otto Czarski (Sat.1-Synchronisation)                                                                                 |
| Candy Canaday                  | David Canary    | Peter Kirchberger (ZDF-Synchronisation 1969) Rolf Schult (ZDF-Synchronisation 70er-Jahre) Michael Telloke (Sat.1-Synchronisation) |
| Jamie Hunter Cartwright        | Mitch Vogel     | Ulrich Matthes (ZDF-Synchronisation) Simon Jäger (Kabel-1-Synchronisation) |
| Corp. Angus Borden             | Michael Landon  | Wilfried Freitag |

## Drehorte
Die Serie entstand zum größten Teil im Warner-Bros.-Studio in Burbank. Alle Innenaufnahmen wurden dort gedreht. Die meisten Außenaufnahmen der Ranch entstanden auf der Ton-Bühne der Paramount-Studios in Hollywood. Weitere Außenszenen wurden am nahe gelegenen Big Bear Lake, Red Rock Canyon, Mojave und im Kern County aufgenommen. Wegen des großen Besucherinteresses wurde in Incline Village am Nordufer des Lake Tahoe in Nevada gleichwohl auf dem Gelände geschäftstüchtiger Farmer ein Themenpark gebaut, der 1967 eröffnete. Die dortige „Ranch“ liegt allerdings nicht an der in der Ponderosa-Karte eingezeichneten Stelle, also etwa auf halbem Weg zwischen Lake Tahoe und Washoe Lake, sondern unmittelbar am nordöstlichen Rand des Lake Tahoe, somit knapp außerhalb des fiktiven Ponderosa-Gebiets. Über viele Jahre zog der Vergnügungspark tausende Besucher an, obwohl tatsächlich nur Szenen für 15 Episoden auf dem Gelände gedreht wurden. Der wöchentliche Transport der Filmcrew von Los Angeles zum Lake Tahoe erwies sich schnell als zu teuer. Allerdings waren die Hauptdarsteller regelmäßige Gäste. Nach zuletzt enttäuschenden Besucherzahlen wurde die Movie Ranch jedoch für 50 Millionen US-Dollar an den Milliardär David Duffield verkauft, dem Gründer der – 2004 von Oracle übernommenen – Firma PeopleSoft. Im September 2004 schloss Duffield den Park, der seitdem verwahrlost. Im Dezember 2015 schenkte er einen kleinen Teil seines Geländes der Gemeinde, um einen durchgehenden Wanderweg zu ermöglichen.

## Sonstiges
Ein Anachronismus der Serie ist, dass die Cartwrights und alle anderen Männer in der Serie an ihren Hosen Reißverschlüsse haben, die in der Zeit, in der die Serie spielt – vorwiegend den 1860er Jahren, mit gelegentlichen Rückblenden in frühere Jahrzehnte –, zwar schon prinzipiell erfunden, aber noch nicht allgemein in Gebrauch waren. Einige Colts und Repetiergewehre, die die Helden der Serie benutzen, gab es zu jener Zeit noch nicht. In der Folge Die Höllenmaschine wird die Erfindung des Verbrennungsmotors kurzerhand um drei Jahrzehnte vorverlegt. Die berühmte Landkarte der Ponderosa ist ebenfalls nicht ganz zeitgemäß, denn die ersten Episoden der Serie spielen im Jahr 1859, also zu einer Zeit, als der in der Karte bereits mit dem späteren Namen Lake Tahoe bezeichnete See offiziell noch Lake Bigler genannt wurde. Ansonsten bemühte man sich, Requisiten so stilecht wie möglich zu halten.
Ab der dritten Staffel trägt jeder der Cartwrights durchgehend eine für ihn spezifische Kleidung. So ist z. B. Little Joe meist in einer grünen Jacke zu sehen. Dieses Prinzip wurde bis zum Ende der Serie beibehalten und erlaubte, dass man bestimmte wiederkehrende Sequenzen, beispielsweise Ritte entlang eines Flusslaufs oder ähnliche Standardszenen mit den Cartwrights, nur einmal zu drehen brauchte und sie dann bei Bedarf in späteren Folgen einfach kopieren konnte. Reine Landschaftsaufnahmen von Bergen und Seen wurden auch spiegelverkehrt wiederverwendet, um eine andere Gegend vorzutäuschen. Auch Szenen mit einem Puma bzw. „Berglöwen“ wurden in verschiedenen Folgen verwendet – ohne Rücksicht darauf, dass dieser Berglöwe von einer Szene zur nächsten schon mal die Farbe wechselt und im Laufe der Serie mindestens dreimal „erschossen“ wird.
Die Karte aus dem Vorspann der Serie ist so gezeichnet, dass nicht Norden oben ist, sondern Osten. Zu erkennen ist dies auch an der Windrose oben links. Der Washoe Lake liegt östlich des Lake Tahoe, ebenso wie Virginia City und Carson City.
Die Größe der Ponderosa wird in der Serie mehrfach widersprüchlich beschrieben. In der allerersten Folge Eine Falle für Little Joe nennt Ben Cartwright konkret „Tausend Quadratmeilen“ (rd. 2.589 km², mehr als die Fläche des deutschen Bundeslands Saarland). In anderen Folgen wird die Fläche der Ponderosa mehrmals mit dem US-Bundesstaat Rhode Island verglichen (ca. 4.000 km²), wobei in der deutschen Synchronisation schon mal die Ponderosa als fünfmal so groß angegeben wird (entsprechend über 20.000 km²). In Relation zu dem knapp 500 km² großen Lake Tahoe müsste die in der Landkarte des Vorspanns eingezeichnete Fläche des Ranchgebiets etwa 600 km² umfassen und entsprechend der Form eine maximale Ausdehnung von ca. 20 km in Ost-West-Richtung und ca. 50 km in Nord-Süd-Richtung haben. In der Folge Leichtes Spiel mit Hoss ist aber z. B. die Rede davon, dass die Protagonisten auf dem Weg zum Ranchhaus bereits seit drei Tagen über das Gebiet der Ponderosa reiten, was für wesentlich größere Ausdehnung des Ranchgebiets spricht. Andererseits reitet gelegentlich ein Cartwright kurz vor Sonnenuntergang noch „mal eben in die Stadt“ oder sogar hin und zurück während der Dauer des Abendessens der anderen. Das wiederum spricht für die unmittelbare Nähe dieser Stadt, zumal in der Realität die Strecken zwischen Lake Tahoe, Carson City oder Washoe Lake durchaus in einer entsprechenden Zeit geritten werden könnten.
In ihrem Kurzfilm Kugeln à la carte (BRD 1969) stellten Sven Severin und Marten Taege Bonanza und den westdeutschen Fernseherfolg der Serie dar.

## Nachwirkung

### Fortsetzungen
1987 entstand der Fernsehfilm Bonanza – Die nächste Generation, in dem die Tochter von Lorne Greene sowie die Söhne von Michael Landon und Dan Blocker mitspielten. Zwei weitere TV-Filme folgten: Bonanza – Die Rückkehr (1993) und Bonanza – Angriff auf die Ponderosa (1995).
Eine erneute Produktion der Serie unter dem Namen Ponderosa im Jahr 2001 wurde wegen zu geringer Einschaltquoten nach 20 Episoden eingestellt.
Von dem Zweiteiler Der Pony-Express erfolgte unter dem Titel Die Männer von Bonanza – Sie ritten wie der Wind ein Zusammenschnitt mit neuer Titelmelodie, der jedoch nicht für den amerikanischen Kinomarkt vorgesehen war. Der Film lief in deutschen Kinos ab dem 27. Februar 1970.

### DVD
Von 2005 bis 2008 wurden die ersten sieben Staffeln Bonanza auf DVD in Deutschland herausgebracht (DVD-Gebinde zu vier Discs, deutsche und englische Tonspur, keine Extras); seit 2008 liegt die Fernsehserie bis Bonanza – Season 7 (Juli 2011) in einer Neuauflage vor (DVD-Gebinde zu acht Discs mit jeweils vier oder fünf Folgen und insgesamt etwa 1.600 Minuten Spielzeit). Die Staffeln 7 bis 12 sind von Januar bis August 2013 erschienen. Die Veröffentlichung der letzten beiden Staffeln erfolgte im Herbst 2013 (DVD-Gebinde zu sieben und vier Discs). Im Jahr 2017 erschien eine DVD-Komplettbox. Diese beinhaltet alle 431 Episoden auf 107 DVDs. Die DVD-Ausgaben beinhalten auch die Episoden, die nie im deutschen Fernsehen ausgestrahlt wurden. Diese werden im Original mit deutschen Untertiteln unter dem englischen Episodennamen gezeigt.

### Comics
Bonanza-Comics sind erschienen im Bildschriftenverlag mit 21 Ausgaben von 1969 bis 1971 sowie im Bastei-Verlag mit 103 Heften von Oktober 1973 bis September 1977.

### Bücher
Bei Engelbert/pebBücherei erschienen einige Bonanza-Bücher.
1. Steve Frazee: Bonanza
2. Harry Whittington: Ponderosa in Gefahr
3. Teddy Parker: Ritt ins Abenteuer
4. Teddy Parker: Schüsse auf der Ponderosa
5. Teddy Parker: Einer spielt falsch
6. Teddy Parker: Eine heiße Spur
7. Teddy Parker: Gefahr für Little Joe
8. Teddy Parker: Rauchzeichen vom Big Horn
9. Teddy Parker: Im Auftrag des Sheriffs
10. Teddy Parker: Letzte Chance für Hoss

### Musik
Mike Krüger nimmt in seinem Lied "JR's Bruder" von 1982 Bezug auf die Serie. Die letzte Zeile lautet: "Ich bin nämlich ein Cartwright, der Sohn von Little Joe."